# Schindler House

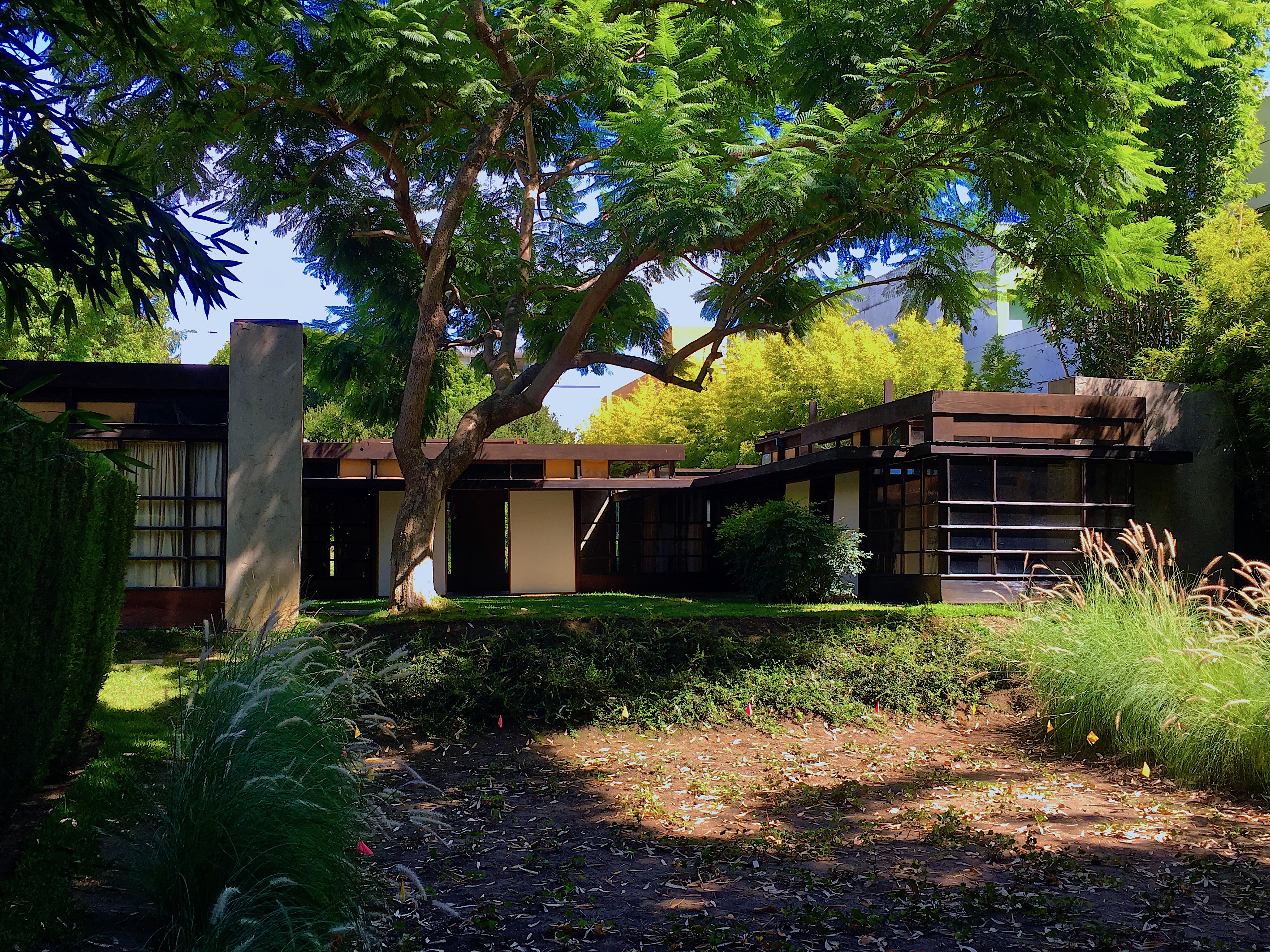
Schindler House, West Hollywood, Kalifornien

Das Schindler House, auch bekannt als das Schindler Chace House oder Kings Road House, ist ein Haus in West Hollywood, Kalifornien, entworfen vom Architekten Rudolph M. Schindler. Das Haus ist heute eine Dependance des  MAK – des Österreichischen Museums für Angewandte Kunst.
Das Schindler House unterscheidet sich von konventionellen Wohnbauten der damaligen Zeit, da es keine herkömmlichen Wohn-, Ess- oder Schlafzimmer hat. Das Zweifamilienhaus verbindet Wohn- und Arbeitssituation, woraus eine einzigartige räumliche Qualität resultiert. Vor Ort gegossene Betonelemente und mit Segeltuch bespannte Holzpaneele stellen eine innovative Verwendung industrieller Materialien dar. Der offene Grundriss integriert die äußere Umgebung in das Haus und stellt damit eine Zäsur der kalifornischen Architektur dar.
Das Schindler House zählt zu den bedeutendsten Architekturwerken des 20. Jahrhunderts. Seine einst als kühn betrachteten Innovationen waren zum Zeitpunkt des Todes des Architekten zum Standard erhoben worden. Das kalifornische Haus – ein eingeschossiges Gebäude mit offenem Grundriss und Flachdach, das sich durch Schiebetüren zum Garten hin öffnet und sich mit der Rückseite zur Straße hin abschottet – wurde zum Maßstab für den Wohnbau der Nachkriegszeit. Heute gilt das Schindler House in den USA und international als bahnbrechend und als Beginn einer neuen Architektur-Entwicklung.

## Entwurf
Nach der Fertigstellung des Hollyhock House machten Schindler und seine Frau Pauline im Oktober 1921 Urlaub im Yosemite-Nationalpark. Inspiriert von dieser Reise, kehrte Schindler zurück, um einen Hausentwurf für mehrere Familien zu erstellen, die sich einen modernen Wohnbereich teilen sollten, ähnlich dem Curry Village im Yosemite-Nationalpark.

## Architektur

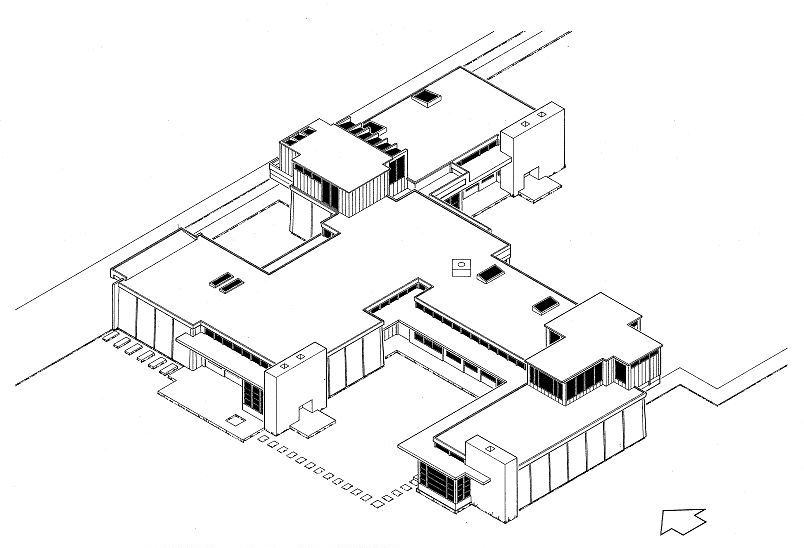
Isometrische Ansicht von Südwesten

Das Schindler House besteht aus zwei miteinander verbundenen L-förmigen Wohnungen (die Schindler- und Chace-Wohnungen), die auf dem Grundriss des Campingplatzes basieren, den er ein Jahr zuvor im Yosemite-Nationalpark gesehen hatte. Jede Wohnung war für eine separate Familie konzipiert und bestand aus 2 Studios, die durch einen Wirtschaftsraum verbunden waren. Dieser sollte die Funktionen einer Küche, einer Waschküche, eines Nähraums und eines Lagerraums erfüllen. Die vier Ateliers waren ursprünglich für die vier Mitglieder des Haushalts (Rudolph und Pauline Schindler sowie Clyde und Marian Chace) vorgesehen. Jeder Person wurde ein Atelier zugewiesen, das in den Plänen mit ihren Initialen gekennzeichnet war, alle trafen sich in der Gemeinschaftsküche für die Hausarbeit. Das Haus verfügt über ein Gästestudio mit eigener Küche und eigenem Bad. Es ist knapp 330 m² groß und steht auf einem 1.900 m² großen Grundstück.
Anstelle von Schlafzimmern gibt es zwei Schlaf-Veranden am Dach. Hierbei handelt es sich um Vordächer aus Mammutbaumholz, die durch Segeltuch vor Regen geschützt sind.

## Konstruktion
Als Schindler die ersten Pläne bei der örtlichen Baubehörde einreichte, wurden diese vorerst abgelehnt. Das Haus ist auf einer Betonfläche gebaut, die sowohl das Fundament als auch den endgültigen Boden bildet. Die Wände bestehen aus Betonelementen, die vor Ort in Formen gegossen und in einem Abstand von 76 mm (3 Zoll) positioniert wurden. Die Betonelemente fungieren als Wand und in Verbindung mit den verglasten Lichtschlitzen als durchlässiger Sichtschutz. Schindler war schon seit langem von der Bauweise vorgefertigter Betonelemente fasziniert.
Mit Schindler als Architekt und Chace als Bauunternehmer begannen die Bauarbeiten im November 1921. Diese waren im Mai 1922 abgeschlossen und beliefen sich auf insgesamt 12.550 US-Dollar. Die Landschaftsgestaltung, Möbel und Schlafplätze am Dach mussten noch fertiggestellt werden. Die Familien Chace und Schindler teilten sich das Haus vom Sommer 1922 bis Juli 1924, bis die Chaces nach Florida zogen.

## Geschichte
Schindlers Freund, Partner und Konkurrent Richard Neutra lebte zusammen mit seiner Frau Dione und seinem Sohn Frank von März 1925 bis zum Sommer 1930 in der Chace-Wohnung.
Pauline Schindler verließ das Haus und ihren Mann im August 1927, während Rudolph Schindler bis zu seinem Tod im Jahr 1953 im Haus blieb. In der Chace-Wohnung lebten eine Reihe berühmter und kreativer Menschen, darunter die Kunsthändlerin und Sammlerin Galka Scheyer, der Tänzer John Bovingdon, der Schriftsteller Theodore Dreiser, der Fotograf Edward Weston und der Komponist John Cage. Pauline Schindler kehrte in den späten 1930er Jahren zurück und lebte bis zu ihrem Tod in den Chace Studios, getrennt von ihrem früheren Ehemann.
Pauline Schindler starb im Mai 1977 und hinterließ das Haus im Besitz der Familie Schindler, bis die Friends of the Schindler House (FOSH), zumeist Freunde der Familie Schindler, das Anwesen im Juni 1980 vom California State Office of Historic Preservation mit Hilfe eines staatlichen Zuschusses in Höhe von 160.000 Dollar erwarben. Mitte der 1980er Jahre wurde das Haus von den FOSH restauriert. Zu diesem Zeitpunkt war das Viertel in West Hollywood umgewidmet worden, um vierstöckige Wohnhäuser zu ermöglichen. Einige FOSH-Mitglieder, darunter Gregory Ain (der Schindler sehr bewunderte), sprachen sich dafür aus, das Grundstück zu verkaufen und das Haus in der Wüste wieder aufzubauen, da sich der Kontext so stark verändert hatte. Einige Aspekte der Restaurierung wurden kritisiert, da sie die Veränderungen, die Schindler im Laufe der Zeit an dem Gebäude vorgenommen hatte, zunichtemachten. Im Laufe der Jahre erhielt das Schindler House 200.000 Dollar für die Restaurierung von West Hollywood und dem Staat Kalifornien und 50.000 Dollar für den Betrieb vom College of Environmental Design der California State Polytechnic University, Pomona.

## MAK Center for Art and Architecture

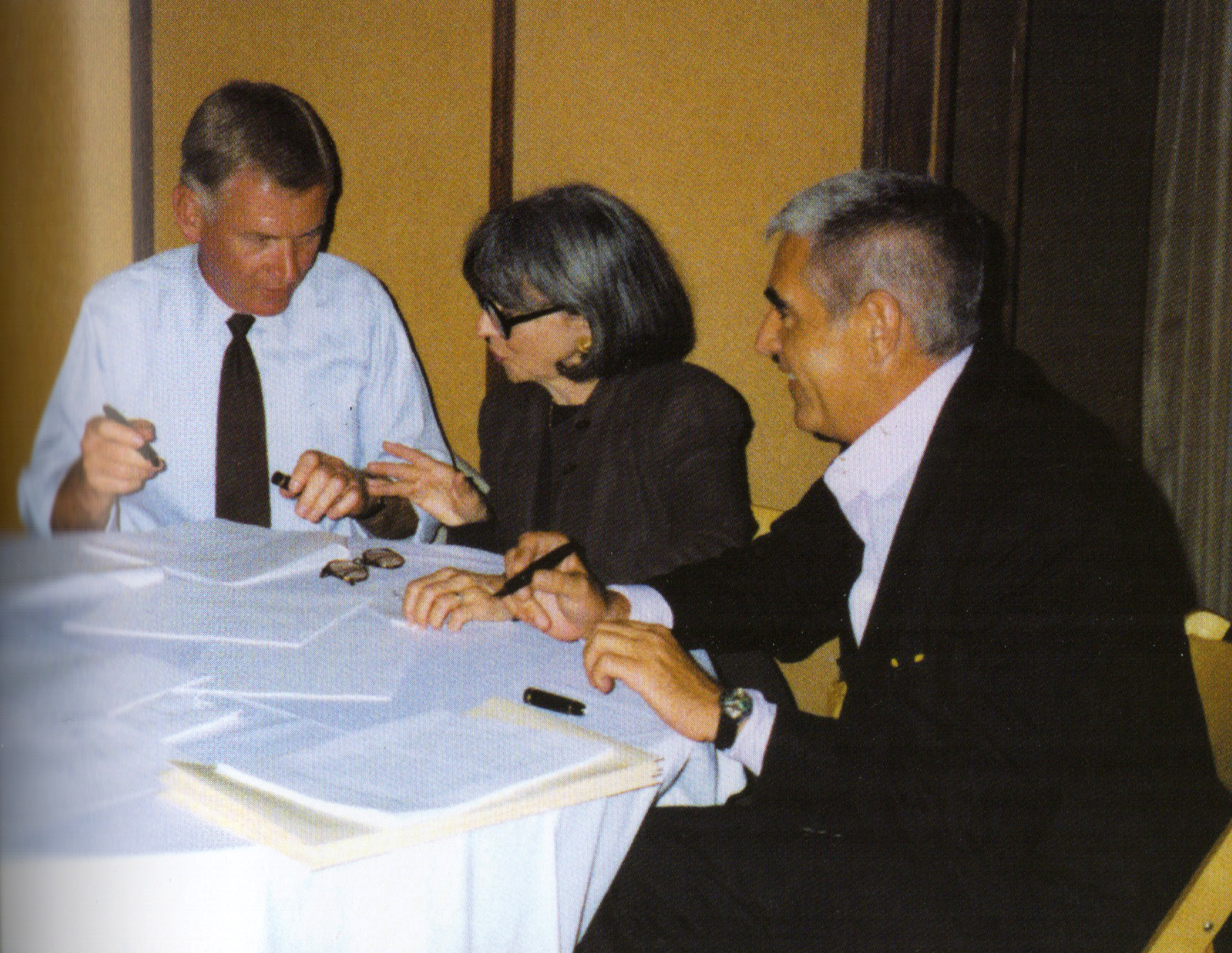
Robert Sweeney, Harriet Gold und Peter Noever bei der Unterzeichnung des Gesellschaftsvertrages zwischen den „Friends of the Schindler House“ (FOSH) und der Republik Österreich, 10. August 1994, West Hollywood

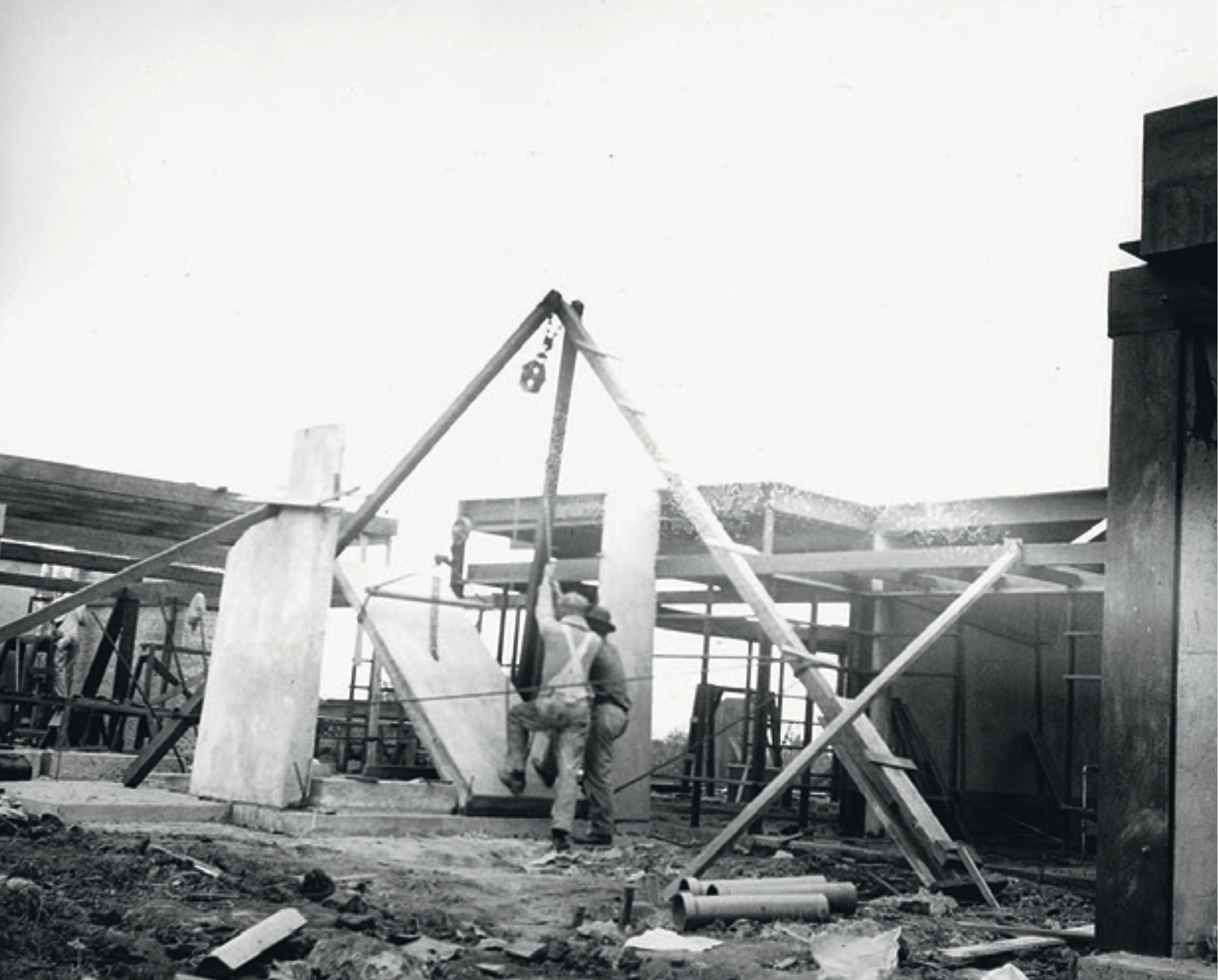
Vor Ort gefertigte Betonelemente, Schindler House, West Hollywood, Kalifornien – Rudolph M. Schindler, 24. April 1922 (Architecture & Design Collection. Art, Design & Architecture Museum; University of California, Santa Barbara)

Am 10. August 1994 unterzeichneten die Friends of the Schindler House (FOSH) eine Vereinbarung mit der Republik Österreich, vertreten durch Peter Noever, CEO und künstlerischer Leiter des MAK Wien (Österreichisches Museum für angewandte Kunst / Gegenwartskunst, Wien) im Schindler House, um das gemeinnützige MAK Center for Art and Architecture im Schindler House zu gründen. Die Vereinbarung sah vor, dass die FOSH das Eigentum an der Immobilie behalten, während das MAK für die finanziellen Verpflichtungen und die Programmgestaltung verantwortlich ist. Das Programm des MAK Center im Schindler House stellt einen Dialog zwischen Kunst und Architektur dar und umfasst u. a. Ausstellungen, Vorträge, Symposien und Konzerte. Eine Kostenbeteiligung des MAK in Höhe von 250.000 Dollar wurde verwendet, um das Haus als Zentrum für experimentelle Architektur zu restaurieren und In Stand zu setzen. Das MAK verpflichtete sich außerdem, einen jährlichen, nicht genannten Betrag für die Instandhaltung zur Verfügung zu stellen.
Um das finanzielle Überleben dieser Architektur-Ikone zu sichern, hat sich das MAK schon früh darum bemüht, das Haus als öffentliche Attraktion zu etablieren. Das bereits bei der Gründung entwickelte Artists-in-Residence-Programm, das in einem weiteren Schindler House, den Mackey Appartements, untergebracht ist, ist maßgebend, um das künstlerische Profil des MAK Centers zu festigen. Das dritte Schindler House ist eine Schenkung (2008) des Filmproduzenten Russ Leland an Peter Noever für die Republik Österreich und damit an das MAK Center for Art and Architecture.
Das Schindler House kann von Mittwoch bis Sonntag von 11 bis 18 Uhr ohne Führung besichtigt werden, an den Wochenenden gibt es Führungen. Gruppenbesichtigungen sind unter der Woche nur nach vorheriger Anmeldung möglich.

## Sonstiges
Rudolph Schindlers radikales Konzept für einen kooperativen Lebens- und Arbeitsraum mit seinen rohen Betonwänden und verschiebbaren Segeltuchpaneelen war ein innovativer Einsatz industrieller Materialien, und sein offener Grundriss integrierte das Haus mit den umliegenden Gärten. „Die Grube / The Pit“, Peter Noevers Land-Art-Projekt am Beginn der eurasischen Steppe, an der Schnittstelle zweier Weltkulturen, an dem geopolitischen Schnittpunkt, im Osten Österreichs, beinhaltet das „Concrete Fragment – Rudolph M. Schindler“, ein 1:1-Abguss des Schindler-House-Betonelements, das anlässlich der Ausstellungen im MAK Wien, „R. M. Schindler, Architekt“ 1986 sowie „R. M. Schindler – Architektur und Experiment“ 2001, entstanden ist. Es ist zugleich ein Wahrzeichen und Manifest von Schindlers architektonischer Strategie, Gesinnung, Maßstab und Material, 9.860 km vom Kings Road House in West Hollywood und nur 39 km von Rudolph Schindlers Geburtsort Wien entfernt.
In den letzten Jahren hatte das Schindler House mit der zunehmenden Verdichtung des umliegenden Viertels zu kämpfen. Die direkte Nachbarschaft wird derzeit von vierstöckigen Eigentumswohnungen und Apartmenthäusern dominiert, die von Lorcan O’Herlihy entworfen und gebaut wurden. Die Eigentumswohnungen wurden trotz der Proteste zahlreicher namhafter Architekten gebaut, die 2003 von Peter Noever im Namen des MAK Centers eingeladen wurden, alternative Vorschläge für den Standort zu unterbreiten. Dazu wurde eine Jury (u. a. Frank Gehry, Chris Burden, Michael Asher und Richard Koshalek) installiert. In der im Anschluss stattgefundenen Ausstellung „A Tribute to Preserving Schindler’s Paradise“ wurden die Projekte von u. a. Odile Decq, Eric Owen Moss und Carl Pruscha gezeigt. Zu den weiteren Wettbewerbsteilnehmern gehörten prominente Architekten wie Coop Himmelb(l)au, Lebbeus Woods, Dominique Perrault, Zaha Hadid (die einen 21-stöckigen Turm vorschlug) und Peter Eisenman (der vorschlug, teilweise unterirdisch zu bauen). Alle eingereichten Projekte sind in der Publikation „ARCHITECTURAL RESISTANCE, Contemporary Architects Face Schindler Today“ dokumentiert.
In einer Umfrage der Los Angeles Times unter Experten im Dezember 2008 wurde das Schindler House in eine Liste der zehn besten Häuser in Los Angeles aufgenommen.

## Bildergalerie
- Architekturzeichnungen und Ansichten

(mehrseitiges Dokument)

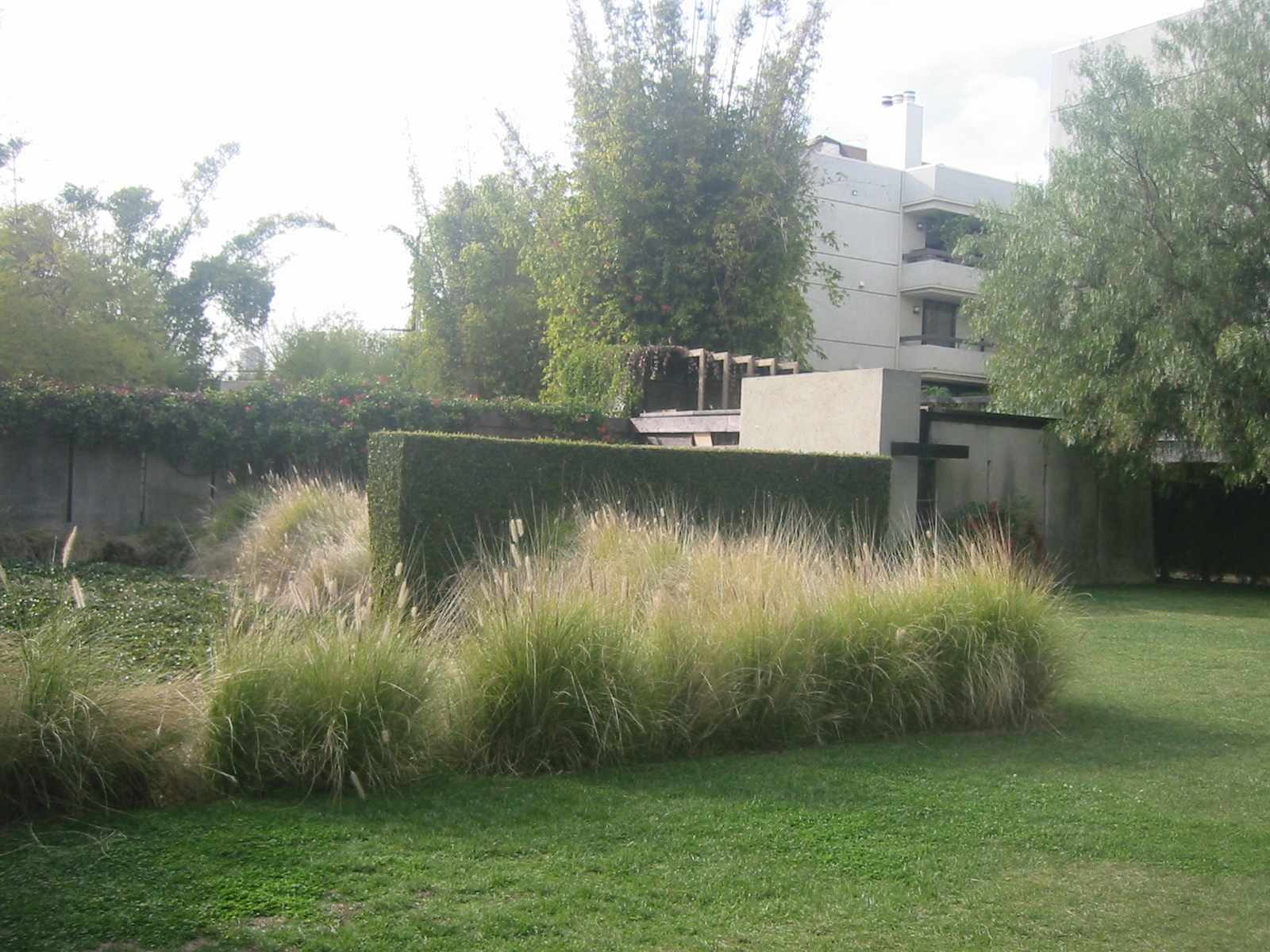
Außenansicht des Schindler House
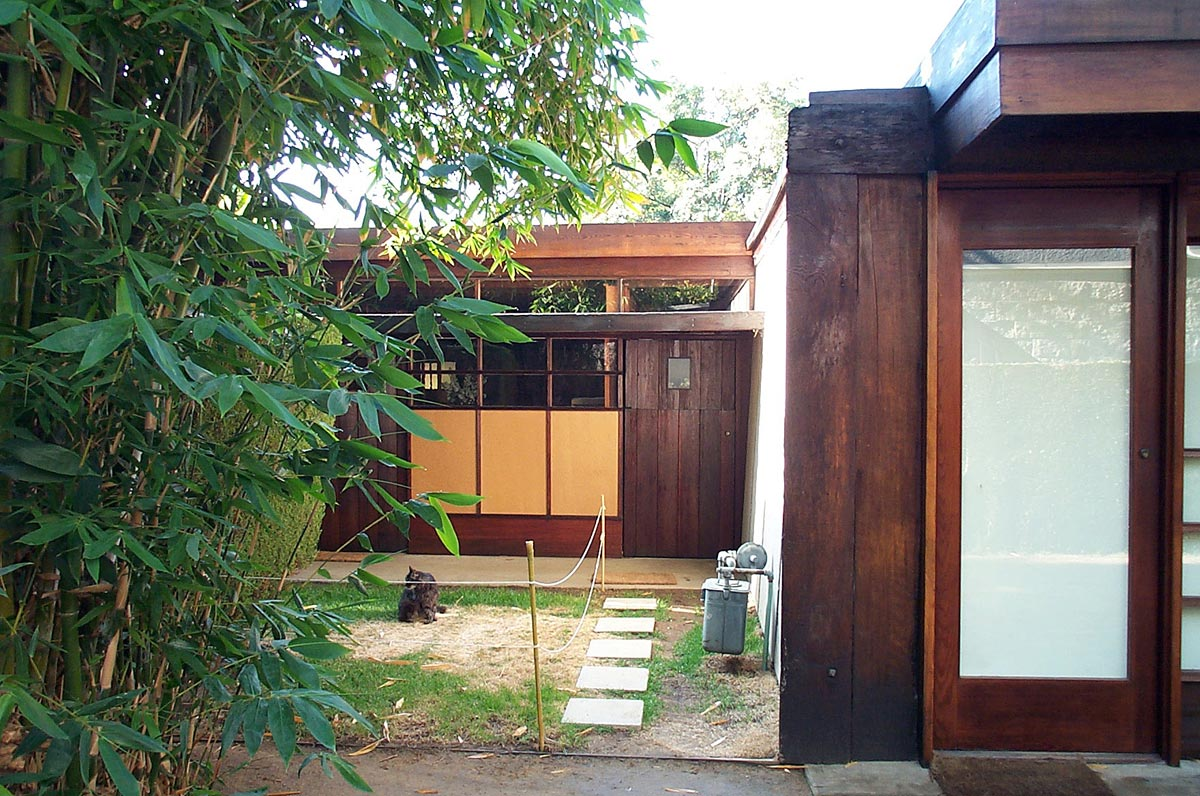
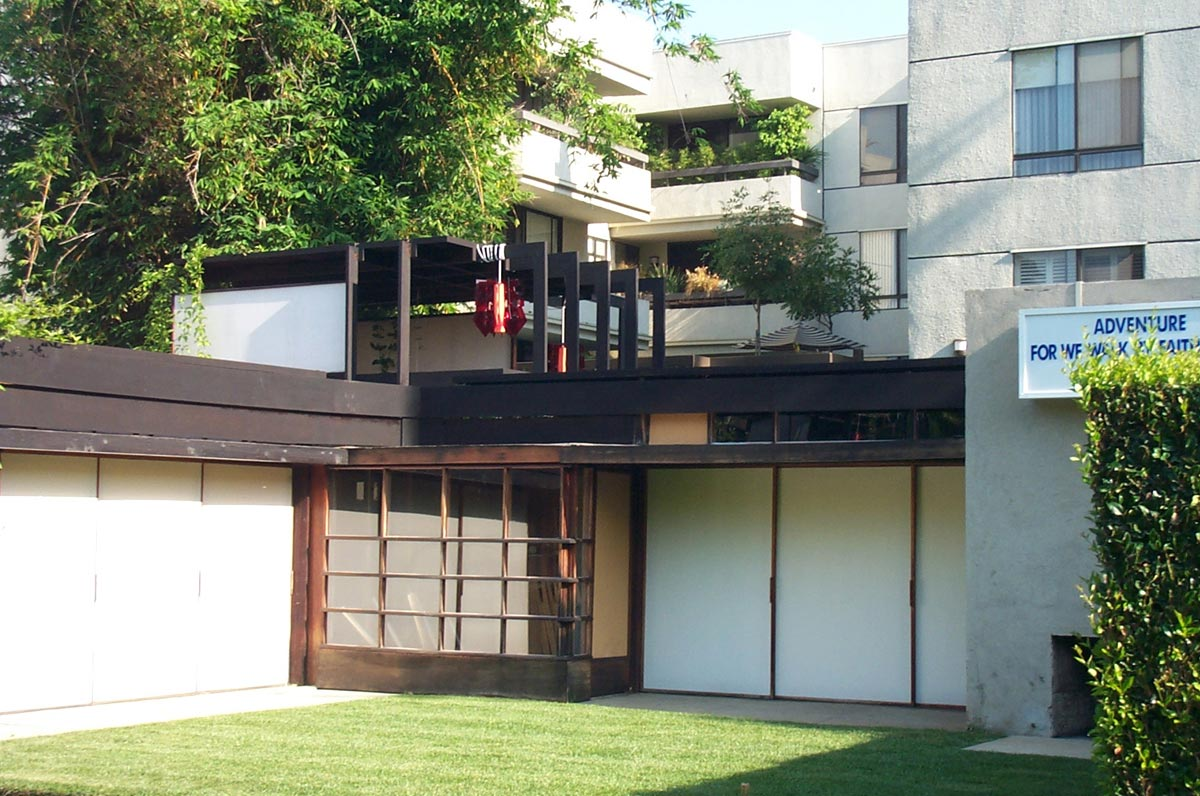
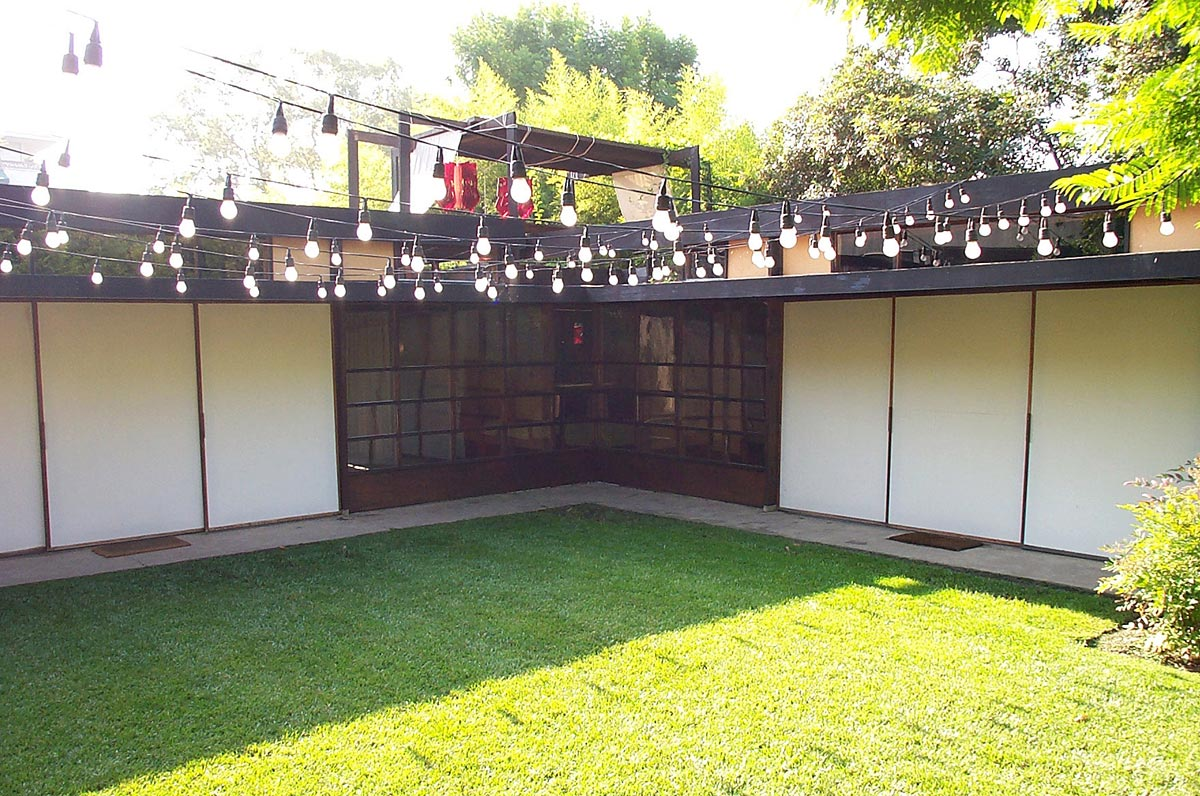
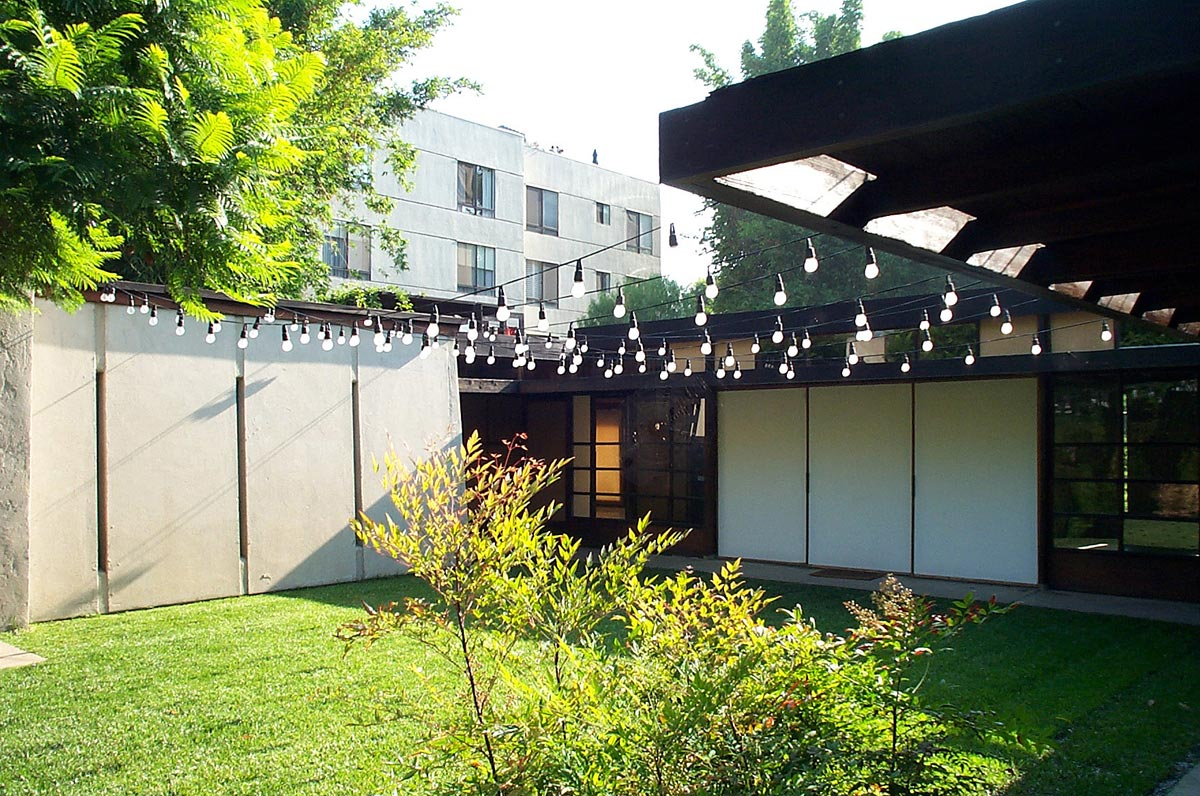
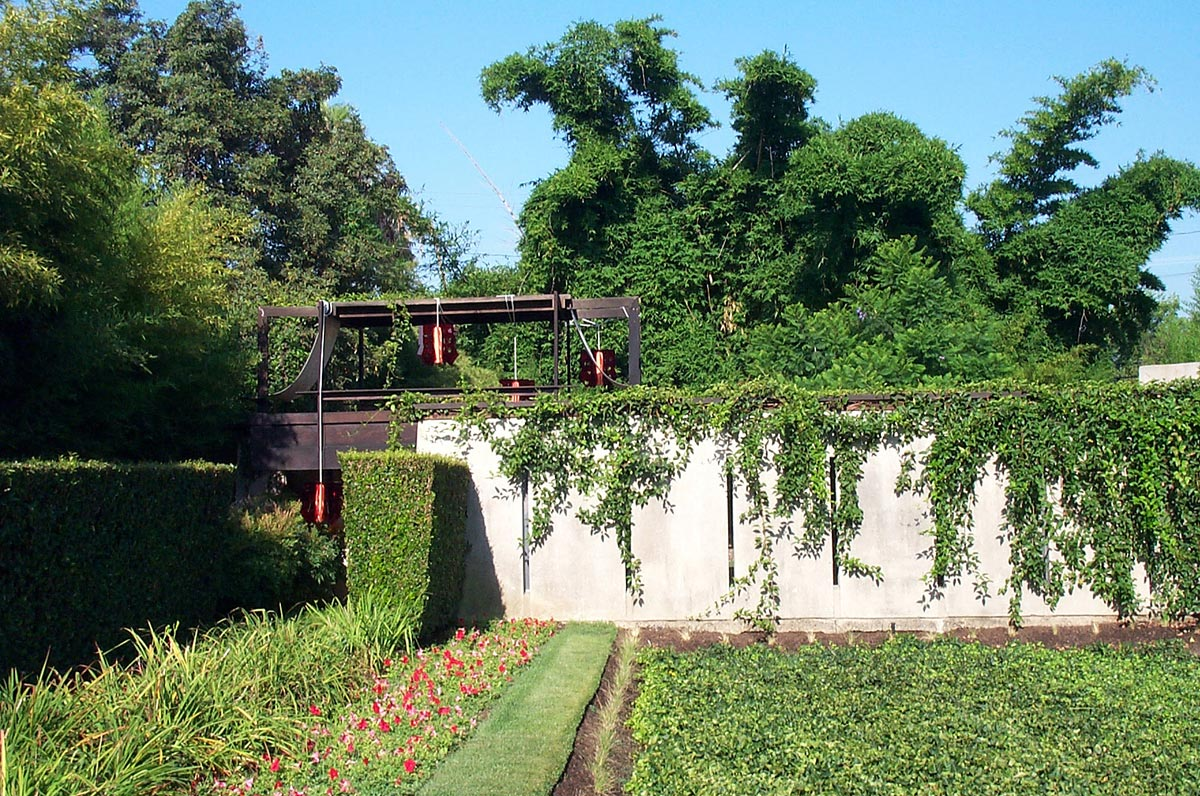
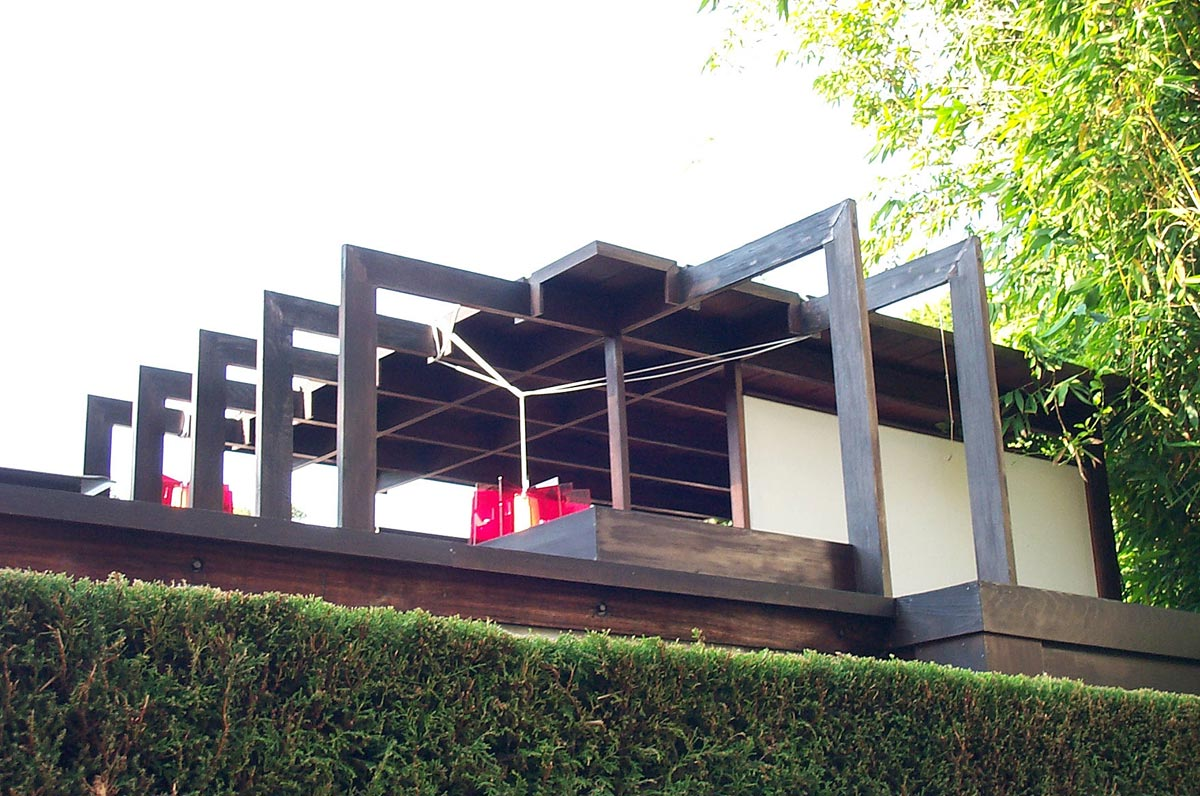
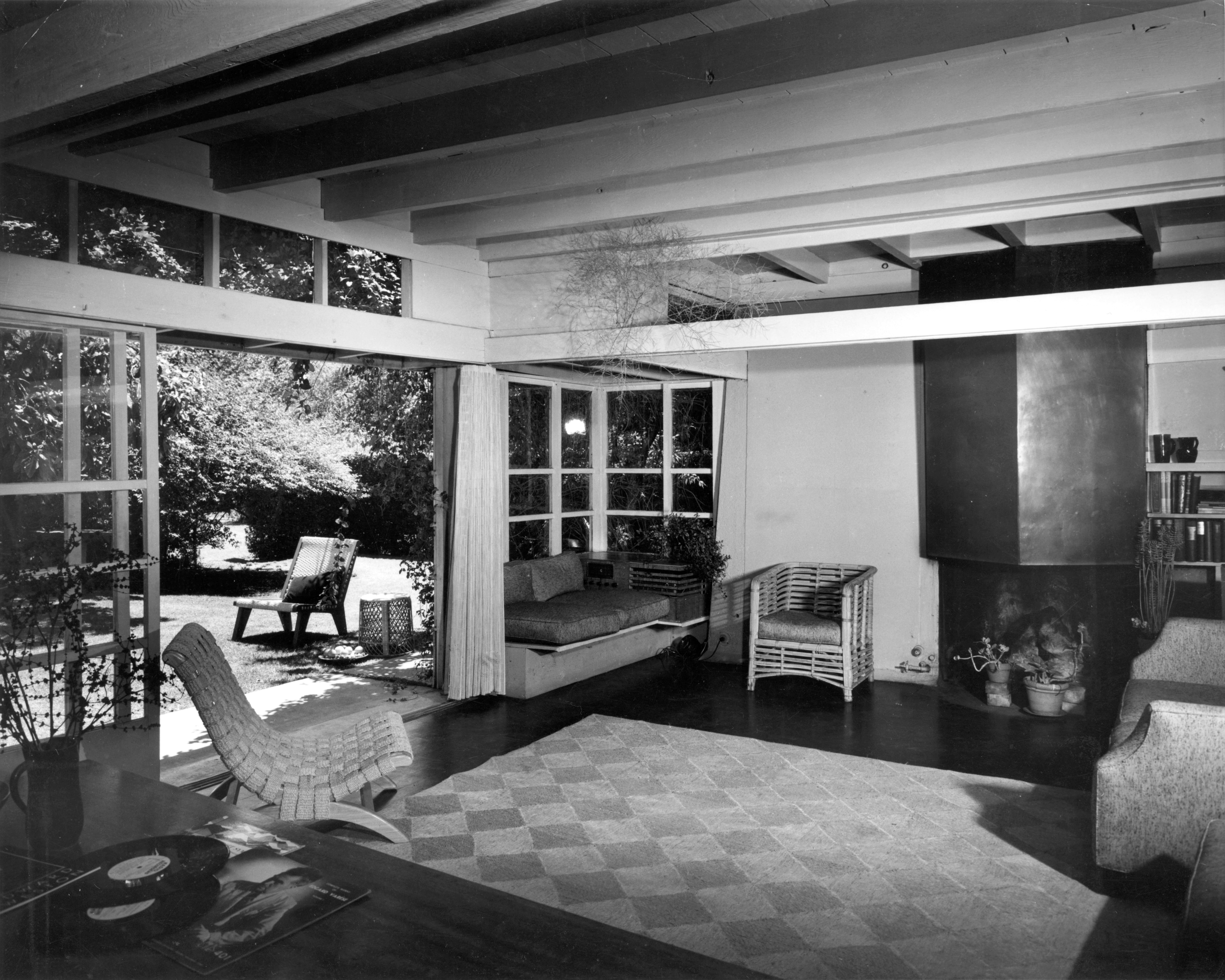
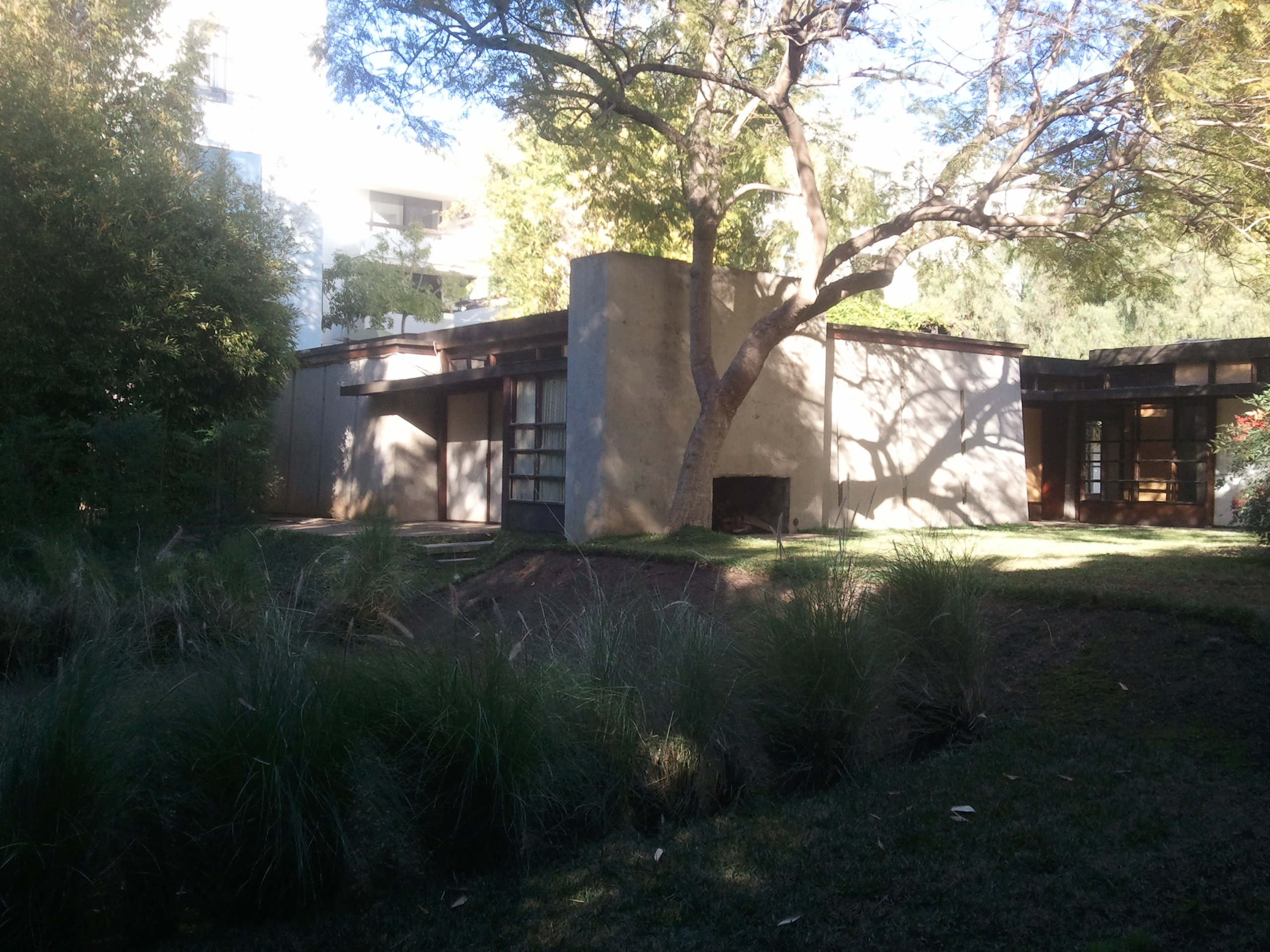